# كلية الطب بجامعة ديفيد غيفين (كاليفورنيا)
 كلية الطب بجامعة ديفيد غيفين (بالإنجليزية: David Geffen School of Medicine at University of California, Los Angeles) هي إحدى الكليات لتدريس الطب في كاليفورنيا الولايات المتحدة الأمريكية. تقع في مدينة لوس أنجلوس في ولاية كاليفورنيا الأمريكية. نوع الشهادة الطبية التي يتم تحصيلها هناك هي دكتور في الطب.

## أعلام
- باول باترسون
- ألسينو جيه سيلفا، أستاذ علم الأعصاب والطب النفسي وعلم النفس؛ رائد في مجال المعرفة الجزيئية والخلوية للذاكرة.